# Karlo Butić
Karlo Butić (Zara, 21 agosto 1998) è un calciatore croato, attaccante del Sarajevo.

## Carriera

### Club
Cresciuto nel Zara, in Croazia, nell'agosto del 2016 passa all'Inter con cui gioca nella squadra primavera vincendo il Campionato Primavera e risultando capocannoniere del Torneo di Viareggio.
Nell'estate 2017 passa al Torino. Con i granata gioca con la Primavera, vincendo la Coppa Italia Primavera. Nella seconda parte di stagione dopo l'arrivo di Walter Mazzarri viene convocato saltuariamente in prima squadra senza però esordire. L'estate successiva va in prestito alla Ternana, militante in Serie C. Esordisce il 30 settembre 2018 contro la Vis Pesaro. Dopo 6 mesi con gli umbri nei quali delude le aspettative, senza mai segnare, si trasferisce in prestito all'Arezzo. dove terminerà la stagione con sole 6 presenze e zero gol non riuscendo ad incidere. Il 18 luglio 2019 viene acquistato in prestito dal Cesena, dove realizzerà 10 reti in 27 partite.
Il 1 settembre 2020 viene acquistato a titolo definitivo dal Pordenone, militante in Serie B. L'esordio in Serie B arriva il 26 settembre contro il Lecce, mentre il primo gol in B arriva il 9 febbraio, nella vittoria sul campo della SPAL per 3-1.
Il 19 luglio 2022 viene ceduto in prestito con obbligo di riscatto al Cosenza. Il 15 ottobre segna il suo primo gol con i silani, su calcio di rigore, nella sconfitta casalinga contro il Genoa (1-2). 
Il 13 gennaio 2023, viene ufficialmente richiamato dal prestito, e contestualmente viene acquistato a titolo definitivo dalla Feralpisalò, in Serie C. Al termine dell'annata, contribuisce alla prima promozione in Serie B del club gardesano. Il 3 febbraio 2024, durante l'incontro di campionato con la Reggiana, viene espulso per doppia ammonizione in seguito ad un alterco con alcuni giocatori avversari; tuttavia, nel dopo-partita, il suo compagno di squadra e capitano, Davide Balestrero, ha denunciato che l'attaccante era rimasto vittima di insulti razzisti da parte di un calciatore granata.
Il primo agosto 2024 viene ceduto a titolo definitivo ai croati dello Slaven Belupo.
Il 6 febbraio 2025 passa gratuitamente a titolo definitivo ai bosniaci del Sarajevo.

### Nazionale
Nel novembre 2018 viene convocato con l'Under-20 per le amichevoli vinte contro la Bielorussia dove, giocando due partite, mette a referto un gol.

## Statistiche

### Presenze e reti nei club
Statistiche aggiornate al 31 maggio 2025.
| Stagione           | Squadra            | Campionato         | Campionato | Campionato | Coppe nazionali | Coppe nazionali | Coppe nazionali | Coppe continentali | Coppe continentali | Coppe continentali | Altre coppe | Altre coppe | Altre coppe | Totale | Totale | Totale |
| Stagione           | Squadra            | Comp               | Pres       | Reti       | Comp            | Pres            | Reti            | Comp               | Pres               | Reti               | Comp        | Pres        | Reti        | Pres   | Reti   |        |
| ------------------ | ------------------ | ------------------ | ---------- | ---------- | --------------- | --------------- | --------------- | ------------------ | ------------------ | ------------------ | ----------- | ----------- | ----------- | ------ | ------ | ------ |
| 2015-2016          | Zadar              | 2.HNL              | 28         | 6          | CC              | 1               | 0               | -                  | -                  | -                  | -           | -           | -           | 29     | 6      |        |
| 2016-2017          | Inter              | A                  | -          | -          | CI              | -               | -               | UEL                | -                  | -                  | -           | -           | -           | 0      | 0      |        |
| 2017-2018          | Torino             | A                  | 0          | 0          | CI              | -               | -               | -                  | -                  | -                  | -           | -           | -           | 0      | 0      |        |
| 2018-gen. 2019     | Ternana            | C                  | 13         | 0          | CI+CI-C         | -               | -               | -                  | -                  | -                  | -           | -           | -           | 13     | 0      |        |
| feb.-giu. 2019     | Arezzo             | C                  | 3+3        | 0          | CI-C            | -               | -               | -                  | -                  | -                  | -           | -           | -           | 6      | 0      |        |
| 2019-2020          | Cesena             | C                  | 27         | 10         | CI-C            | 2               | 1               | -                  | -                  | -                  | -           | -           | -           | 29     | 11     |        |
| 2020-2021          | Pordenone          | B                  | 29         | 3          | CI              | 2               | 1               | -                  | -                  | -                  | -           | -           | -           | 31     | 4      |        |
| 2021-2022          | Pordenone          | B                  | 24         | 5          | CI              | 1               | 0               | -                  | -                  | -                  | -           | -           | -           | 25     | 5      |        |
| Totale Pordenone   | Totale Pordenone   | Totale Pordenone   | 53         | 8          |                 | 3               | 1               |                    | -                  | -                  |             | -           | -           | 56     | 9      |        |
| 2022- gen.2023     | Cosenza            | B                  | 13         | 1          | CI              | 1               | 0               | -                  | -                  | -                  | -           | -           | -           | 14     | 1      |        |
| gen.-giu. 2023     | Feralpisalò        | C                  | 12         | 2          | CI+CI-C         | -               | -               | -                  | -                  | -                  | SI-C        | 2           | 1           | 14     | 3      |        |
| 2023-2024          | Feralpisalò        | B                  | 32         | 5          | CI              | -               | -               | -                  | -                  | -                  | -           | -           | -           | 32     | 5      |        |
| Totale Feralpisalò | Totale Feralpisalò | Totale Feralpisalò | 44         | 7          |                 | 0               | 0               |                    | -                  | -                  |             | 2           | 1           | 46     | 8      |        |
| 2024-feb. 2025     | Slaven Belupo      | 1. HNL             | 11         | 1          | CC              | 1               | 0               | -                  | -                  | -                  | -           | -           | -           | 12     | 1      |        |
| feb.-giu. 2025     | Sarajevo           | SL                 | 6          | 1          | CB              | 4               | 0               | -                  | -                  | -                  | -           | -           | -           | 10     | 1      |        |
| Totale carriera    | Totale carriera    | Totale carriera    | 198+3      | 34         |                 | 12              | 2               |                    | -                  | -                  |             | 2           | 1           | 215    | 37     |        |

### Cronologia presenze e reti in nazionale
| Cronologia completa delle presenze e delle reti in nazionale ― Croazia under 20 | Cronologia completa delle presenze e delle reti in nazionale ― Croazia under 20 | Cronologia completa delle presenze e delle reti in nazionale ― Croazia under 20 | Cronologia completa delle presenze e delle reti in nazionale ― Croazia under 20 | Cronologia completa delle presenze e delle reti in nazionale ― Croazia under 20 | Cronologia completa delle presenze e delle reti in nazionale ― Croazia under 20 | Cronologia completa delle presenze e delle reti in nazionale ― Croazia under 20 | Cronologia completa delle presenze e delle reti in nazionale ― Croazia under 20 |
| Data                                                                            | Città                                                                           | In casa                                                                         | Risultato                                                                       | Ospiti                                                                          | Competizione                                                                    | Reti                                                                            | Note                                                                            |
| ------------------------------------------------------------------------------- | ------------------------------------------------------------------------------- | ------------------------------------------------------------------------------- | ------------------------------------------------------------------------------- | ------------------------------------------------------------------------------- | ------------------------------------------------------------------------------- | ------------------------------------------------------------------------------- | ------------------------------------------------------------------------------- |
| 14-11-2018                                                                      | Zagabria                                                                        | Croazia under 20                                                                | 3 – 1                                                                           | Bielorussia under 20                                                            | Amichevole                                                                      | -                                                                               | 68’                                                                             |
| 16-11-2018                                                                      | Zagabria                                                                        | Croazia under 20                                                                | 2 – 0                                                                           | Bielorussia under 20                                                            | Amichevole                                                                      | 1                                                                               | 46’                                                                             |
| Totale                                                                          |                                                                                 | Presenze                                                                        | 2                                                                               |                                                                                 | Reti                                                                            | 1                                                                               |                                                                                 |

## Palmarès

### Club

#### Competizioni nazionali
- Serie C: 1

Feralpisalò: 2022-2023 (Girone A)
- Coppa di Bosnia: 1

Sarejevo: 2024-2025

#### Competizioni giovanili
- Campionato Primavera: 1

Inter: 2016-2017
- Coppa Italia Primavera: 1

Torino: 2017-2018

### Individuale
- Capocannoniere del Torneo di Viareggio: 1

2017 (6 gol)
- Capocannoniere della Coppa Italia Primavera: 1

2017-2018 (8 gol)